# Île de Dave
L'île de Dave est l'une des plus grandes îles de Belgique, sur la Meuse, à environ 5 kilomètres au sud de la ville de Namur en Région wallonne. L’île est une réserve naturelle riche en faune, surtout ornithologique, et en flore.

## Situation
L'île de Dave est située sur la Meuse à environ 5 kilomètres au sud de la ville de Namur en Région wallonne. Elle se trouve à proximité des villages de Dave et de Wépion, séparés par le fleuve.
La Meuse comporte un grand nombre d'îles de taille modeste entre la frontière française et Namur ; l'île de Dave est la plus grande et l'une des seules à être restée à l'état sauvage.

## Histoire
Les annales de la société archéologique de Namur rapportent une mention de l'île de Dave datant de 1588 : l'Hôpital Saint-Jacques jouit d'une rente de 50 vieux gros, rente créée en 1407 par sa propriétaire la Dame de Seille.
Des cartes du XVIIIe siècle présentent l'île comme des prairies marécageuses.
Un ancien verger existe sur l'île tandis qu'au XIXe siècle l'île est exploitée pour la culture de betteraves, céréales, pommes de terre et fraises. Un bac permet alors la traversée. Une roselière sert de litière pour le bétail.
Au début du XXe siècle, l'endroit est considéré comme romantique et devient un but de promenade. L'île abrite un yacht-club et un café entre 1920 et 1945.
Abandonné après la seconde guerre mondiale, le site est un temps menacé par un projet des années 70 de renouvellement des barrages, projet abandonné.
La ville de Namur demande le classement de l'île en 1982. Une réserve naturelle domaniale est instituée en 1992.

## Faune et flore
L'île de Dave est une zone protégée Natura 2000 et riche en faune et flore. Elle est également reconnue site de grand intérêt biologique (SGIB)
Y nichent divers oiseaux toute l'année, tel le grèbe huppé, le martin pêcheur et le héron cendré, ce dernier étant peu présent en Wallonie. L'île abrite également des oies[réf. souhaitée]. D'autres oiseaux s'établissent en hiver, comme les harles bièvres, oiseaux aquatiques.
La flore est de type forêt alluviale, comportant principalement des peupliers, ainsi que des frênes, aulnes et saules. Au niveau des fleurs, l'île comporte des reines-des-prés, des angéliques et des cardamines.
L'île comporte également des prairies humides où pousse le pigamon jaune, plante qui a disparu de la vallée de la Meuse en dehors des îles.